# José Sánchez-Ocaña Beltrán
José Sánchez-Ocaña Beltrán (1874-1964) fue un militar español, que alcanzó el rango de general de división.

## Biografía
Ingresó en el Ejército el 30 de agosto de 1888. Procedente del Arma de Caballería, posteriormente se especializó en Estado Mayor.
Tras la proclamación de la Segunda República, en julio de 1931 fue nombrado Director de la Escuela Superior de Guerra. Unos meses después, ascendió al empleo de General de división. Durante el período republicano llegó a ser jefe de las divisiones orgánicas IV y V, con sedes en Barcelona y Zaragoza respectivamente. En febrero de 1936 fue nombrado jefe del Estado Mayor Central del Ejército, en sustitución de Francisco Franco. Su oficial adjunto en el Estado Mayor fue el general Manuel Lon Laga. Al comienzo de la Guerra civil no se unió a los sublevados. Sin embargo, Sánchez Ocaña fue destituido de su puesto la noche del 18 al 19 de julio.
No fue represaliado por ningún bando. Sobrevivió a la contienda aunque no llegó a ocupar ningún puesto activo posteriormente.

## Familia
Tuvo un hermano, Francisco, que fue periodista, político y diputado en el período de la Restauración.